# I Care for You
I Care for You ist ein rockiger Popsong der deutschen Sängerin Jennifer Braun. Das Stück wurde von Martin Fliegenschmidt, Claudio Pagonis sowie Max Mutzke komponiert. 
Der Titel hatte am 12. März 2010 im Finale der Castingshow Unser Star für Oslo  Premiere, in der der deutsche Beitrag für den Eurovision Song Contest 2010 in Oslo sowie sein Interpret gesucht wurde. Jennifer Braun und ihre Konkurrentin Lena Meyer-Landrut mussten im Finale der Show jeweils drei extra für den Wettbewerb geschriebene Songs singen, wobei I Care for You speziell für Jennifer Braun komponiert worden war. Lena Meyer-Landrut siegte mit Satellite. 
Unmittelbar nach der Show waren alle Songs des Abends per Download erhältlich. I Care for You erreichte in der Woche nach dem Finale Platz zehn in der deutschen Hitparade; in Österreich belegte das Lied Platz 68. Der Titel erschien Ende März 2010 als Maxi-Single, die auch Brauns Fassungen von Satellite und Bee enthielt. 